# Kapturnica (roślina)

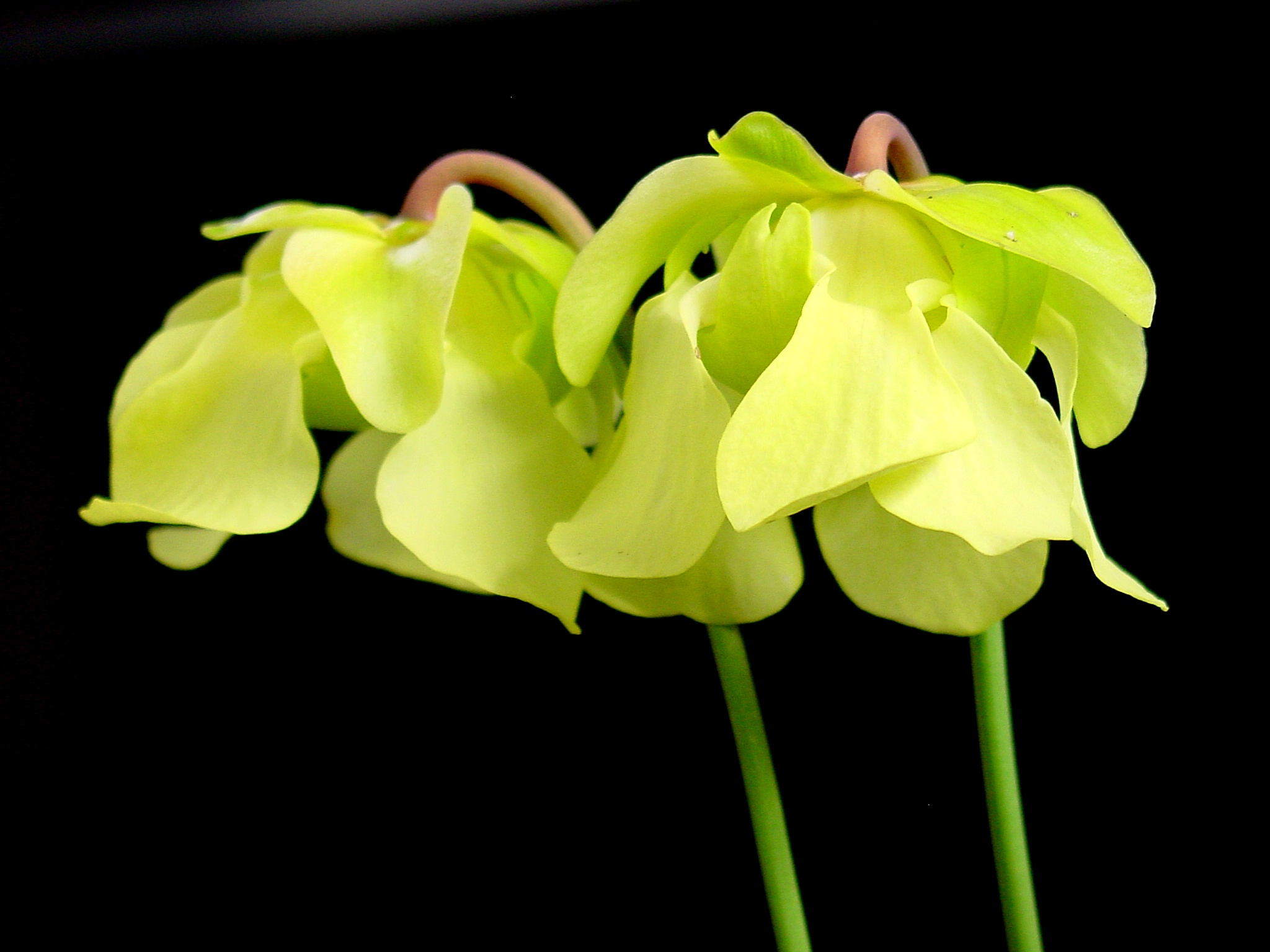
Kwiaty Sarracenia alata

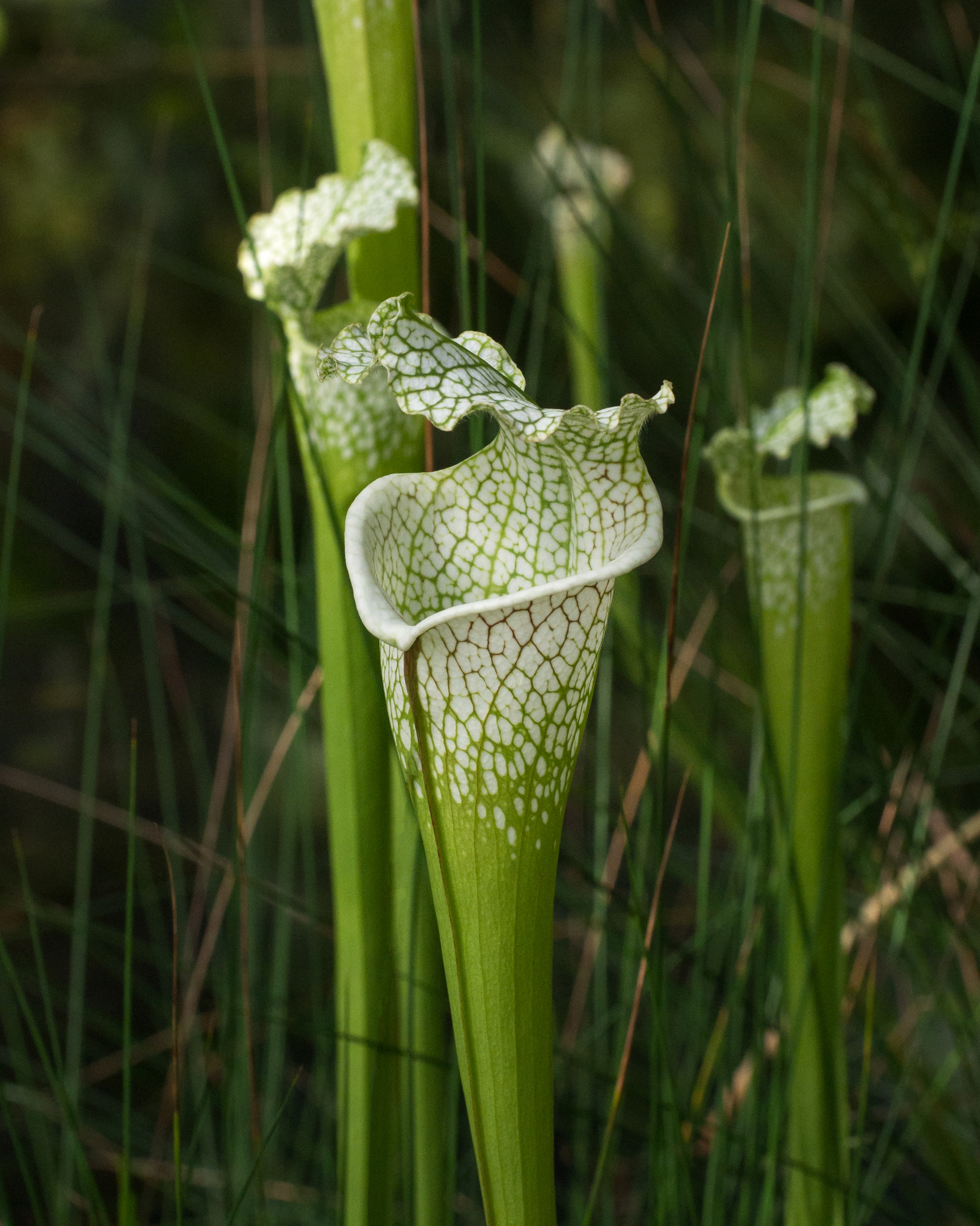
Liść pułapkowy Sarracenia leucophylla

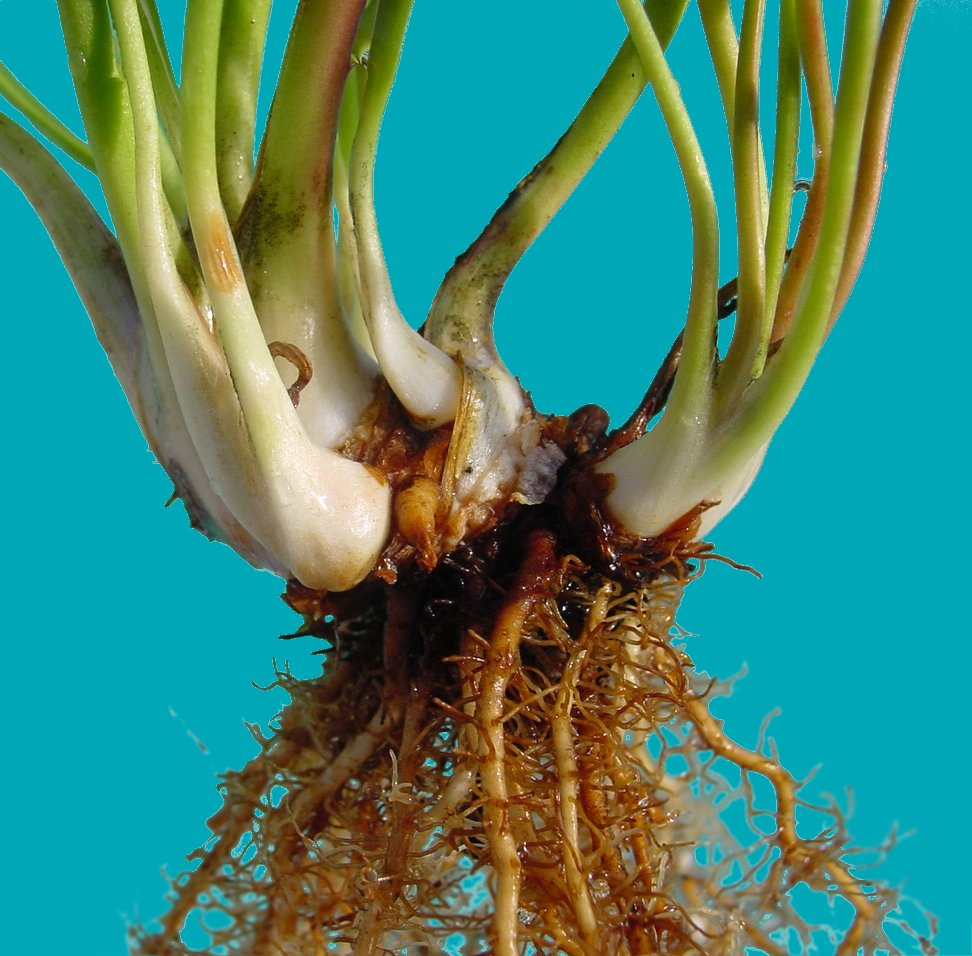
System korzeniowy

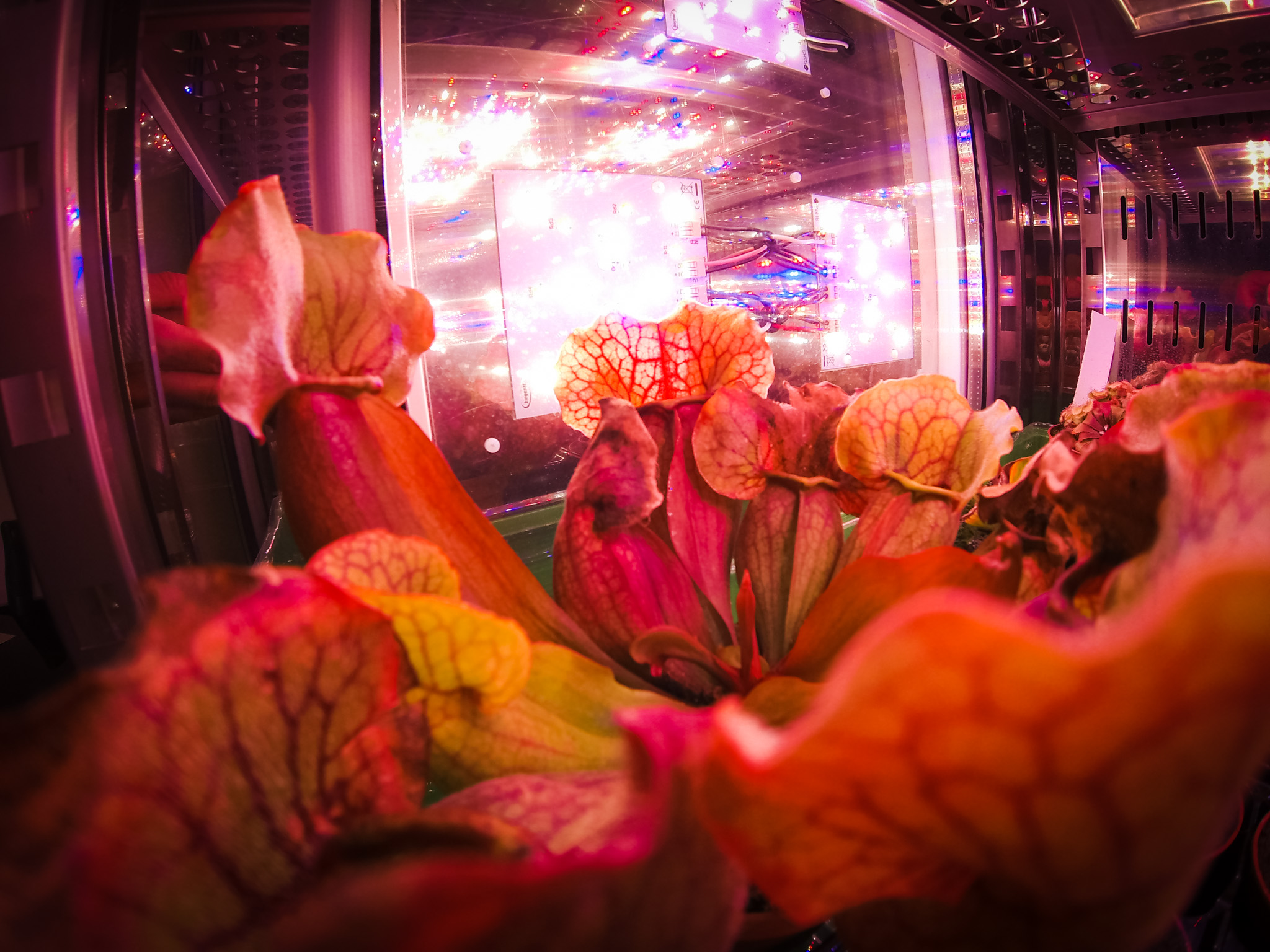
Kapturnica w laboratorium biologicznym, Centrum Nauki Kopernik, fot. Robert Kowalewski.

Kapturnica (Sarracenia L.) – rodzaj roślin owadożernych z rodziny kapturnicowatych. Obejmuje w zależności od ujęcia 8, 11 lub 13 gatunków. Granice między poszczególnymi gatunkami są niejednoznaczne, a klasyfikację bardzo utrudnia łatwość tworzenia mieszańców. Rośliny występują na mokradłach i jałowych lasach sosnowych we wschodniej części Ameryki Północnej oraz jako introdukowane w Europie i Azji. Nazwa rodzajowa upamiętnia lekarza z Nowej Francji – Michela Sarrazina de l’Etang (1659-1734), który wysłał egzemplarze tych roślin do Francji, do botanika Josepha de Tourneforta.

## Rozmieszczenie geograficzne
Północna granica zasięgu rodzaju biegnie od Nowej Fundlandii do Saskatchewan i zasięg obejmuje rozległy obszar wschodniej części kontynentu północnoamerykańskiego po Florydę i Teksas na południu. Jako rośliny introdukowane i naturalizowane rosną w kilku miejscach w Europie (okolice Tullamore w środkowej Irlandii oraz w zachodniej i północnej Szwajcarii), a także w Azji. Rośliny te są popularne w uprawie hobbystycznej oraz w ogrodach botanicznych na całym świecie.

## Morfologia
PokrójRośliny rosnące w kępach lub płatach w postaci kłączy poziomych i pionowych, z liśćmi i pędami kwiatonośnymi osiągającymi do 1,2 m wysokości.
LiścieWszystkie odziomkowe i zwykle zmodyfikowane w liście pułapkowe. Te mogą być prosto wzniesione, podnoszące się lub płożące. Bywają jednakowe w czasie całego sezonu wegetacyjnego lub różne w okresie wiosennym i letnim. Liście mają postać trąbkowaty, stopniowo rozszerzający się ku szczytowi lub urnowaty (u S. purpurea i S. rosea). Blaszka jest sztywna lub miękka, może być zielona, żółto-zielona, czerwonawa do fioletowawej. Często żyłki są zabarwione czerwono lub są kasztanowe. U S. leucophylla szczyt liścia pułapkowego jest biały, ew. z czerwono zabarwionymi żyłkami. Blaszka od zewnątrz jest gładka lub wyraźnie omszona. Otwór na szczycie liścia ma kształt okrągły do jajowatego i osłonięty jest mniej lub bardziej nieruchomym kapturem (wiekiem). Kaptur wyrasta odosiowo z pierścienia otaczającego otwór i jest wzniesiony prosto lub wygięty doosiowo. Kaptur ma kształt od okrągłego, przez jajowaty do nerkowatego i może być płaski lub wysklepiony (półkulisty u S. psittacina). U nasady kaptur może mieć nasadę sercowatą do zbiegającej, czasem na połączeniu wykształca się wyraźna szyjka. Koniec kaptura może być zaostrzony lub tępy. Poza liśćmi pułapkowymi w środku lata rozwijają się czasem zielone liściaki kształtu lancetowatego lub sierpowatego. Wygląd liści u tego samego gatunku może być bardzo zmienny w zależności od warunków siedliskowych. Typowo wykształcają się liście pułapkowe u roślin rosnących w miejscach odpowiednio wilgotnych i nasłonecznionych, u roślin ocienionych i w miejscach suchych liście bywają mniejsze, mogą być słabo wykształcone, pokładać się.
KwiatyWyrastają na pojedynczych, prosto wzniesionych i bezlistnych głąbikach (dwa zdarzają się u S. alabamensis, S. jonesii, S. rubra), krótszych lub dłuższych od liści pułapkowych. Rozwijają się z okazałych, kulistawych pąków. Największe po rozwinięciu osiągają średnicę 7,5 cm. Pod kwiatem znajdują się trzy przysadki przywierające lub luźniej przylegające do kielicha. Przysadki te są jajowato trójkątne do jajowato podługowatych, na końcach tępe lub zaokrąglone. Działki kielicha, których jest 5, są okazałe, trwałe, często czerwono nabiegłe, jajowate, całobrzegie, na szczycie tępe do zaokrąglonych. Płatki korony, w liczbie 5, są lancetowate do jajowatych, na szczycie zaokrąglone i zwisają spomiędzy działek. Mają zwykle barwę ciemnokasztanową lub żółtą. Pręcików jest 50-100 i skupione są w 10-17 pęczków. Nitki pręcików nieco zróżnicowane pod względem długości i łączą się z łącznikiem pylnika od tyłu główki. Zalążnia górna, kulistawa lub stożkowata, powstaje z 5 owocolistków. Słupek na końcu dyskowato (parasolowato) rozszerzony z 5 żebrami wychodzącymi z krawędzi w postaci odgiętych ząbków. Znamiona nitkowate o długości do 1 mm wyrastają z wcięć w dyskowato rozszerzonym końcu słupka.
OwoceKulistawe lub jajowate torebki zawierające 400-1000 nasion.

## Biologia i ekologia
Kwitnienie przypada na lato i jesień. Kwiaty są wonne (bezwonne u S. minor) przy czym u jednych gatunków przypomina zapach róż, a u innych – jest nieprzyjemny i podobny do woni kociego moczu. Kwiaty zapylane są przez owady. Liście pułapkowe u części gatunków więdną z końcem sezonu wegetacyjnego, u innych zimują.
Podstawowa haploidalna liczba chromosomów (x) wynosi 13.

## Systematyka
Jeden z trzech rodzajów rodziny kapturnicowatych (Sarraceniaceae).
Wykaz gatunków
- Sarracenia alabamensis Case & R.B. Case
- Sarracenia alata (Alph. Wood) Alph. Wood
- Sarracenia flava L.
- Sarracenia jonesii Wherry
- Sarracenia leucophylla Raf.
- Sarracenia mandaiana J. R. Pitcher & W. A. Manda
- Sarracenia minor Walter
- Sarracenia oreophila Michx.
- Sarracenia psittacina Michx.
- Sarracenia purpurea L.
- Sarracenia rubra Naczi et al.
- Sarracenia sledgei Macfarl.

Wybrane mieszańce
- Sarracenia × catesbaei = S. flava × S. purpurea
- Sarracenia × moorei = S. flava × S. leucophylla
- Sarracenia × popei = S. flava × S. rubra
- Sarracenia × harperi = S. flava × S. minor
- Sarracenia × alava = S. flava × S. alata
- Sarracenia × mitchelliana = S. purpurea × S. leucophylla
- Sarracenia × exornata = S. purpurea × S. alata
- Sarracenia × chelsonii = S. purpurea × S. rubra
- Sarracenia × swaniana = S. purpurea × S. minor
- Sarracenia × courtii = S. purpurea × S. psittacina
- Sarracenia × pureophila = S. purpurea × S. oreophila
- Sarracenia × readii = S. leucophylla × S. rubra
- Sarracenia × farnhamii = S. leucophylla × S. rubra
- Sarracenia × excellens = S. leucophylla × S. minor
- Sarracenia × areolata = S. leucophylla × S. alata
- Sarracenia × wrigleyana = S. leucophylla × S. psittacina
- Sarracenia × ahlesii = S. alata × S. rubra
- Sarracenia × rehderi = S. rubra × S. minor
- Sarracenia × gilpini = S. rubra × S. psittacina
- Sarracenia × formosa = S. minor × S. psittacina
- Sarracenia × mineophila = S. minor × S. oreophila
- Sarracenia × psittata = S. psittacina × S. alata

## Zastosowanie
Kapturnice są łatwe do uprawy w podłożu kwaśnym i wilgotnym. Ze względu na oryginalny pokrój uważane są za jedne z najpiękniejszych i najbardziej intrygujących roślin na świecie. Zyskały popularność w uprawie już od początków XIX wieku i współcześnie szeroko rozpowszechnione są w uprawie hobbystycznej oraz w ogrodach botanicznych wszystkie gatunki tego rodzaju oraz liczne mieszańce, powstające naturalnie i wyhodowane.